# ماه/بازنویسی
en:Moon
لید

## شکل‌گیری

پویانمایی برخورد تیا با زمین نخستین و تشکیل ماه (قرمز>خاکستری)، نسبت بزرگی جرم‌های آسمانی دقیق نیست.

ماه ۴٫۵۱ میلیارد سال پیش، نزدیک به ۶۰ میلیون سال پس از تشکیل منظومهٔ خورشیدی ایجاد شد. چندین سازوکار برای چگونگی پدید آمدن ماه پیشنهاد شده‌است مانند جدا شدن ماه از پوستهٔ زمین در اثر نیروی گریز از مرکز (که باید گردش اولیهٔ زمین بسیار قوی بوده باشد)، نیروی جاذبهٔ ماه دیگری که پیشتر تشکیل شده‌است(که برای آن باید اتمسفر زمین به طرز غیرمنطقی گسترش یافته باشد که انرژی ماه عبوری را هدر دهد)، تشکیل همزمان ماه و زمین از آغاز به صورت قرص برافزایشی (که نبود یا کمبود فلزها در ماه را نمی‌تواند توضیح دهد). هیچ‌کدام از این فرضیه‌ها نمی‌تواند تکانه زاویه‌ای بزرگ میان ماه و زمین را تأمین کند.
فرضیهٔ پذیرفته‌تر برای پدیداری ماه این است که سامانهٔ ماه-زمین پس از برخورد جِرمی به بزرگی مریخ (به نام تیا) با زمین نخستین به‌وجود آمده‌است (فرضیه برخورد بزرگ). برخورد باعث شد جرم‌هایی از زمین کَنده و وارد مدار زمین شود سپس با گذشت سال‌ها این جرم‌ها یکپارچه شدند و ماه شکل می‌گیرد.

در کنفرانس ۱۹۸۴ کونا، هاوایی، فرضیهٔ برخورد بیش از همه مورد پذیرش قرار گرفت: 
پیش از کنفرانس، پیش از کنفرانس شرکت کنندگان به سه دسته تقسیم می‌شدند، آنهایی که به سه نظریهٔ سنتی تشکیل ماه باور داشتند، گروه اندکی که تازه داشتند برخورد بزرگ را جدی می‌گرفتند و دستهٔ بزرگی که در میانه قرار داشتند، نسبت به بحث بی‌تفاوت بودند و معتقد بودند که این بحث هرگز به نتیجه نمی‌رسد. پس از کنفرانس تنها دو گروه اصلی وجود داشت: گروه طرفداران برخورد بزرگ و ندانم‌گراها
برخوردهای بزرگ در دوران آغازین منظومهٔ خورشیدی بسیار معمول بوده‌است، شبیه‌سازی کامپیوتری برخوردهای پرقدرت نشان داده که جرم هسته ماه و گشتاور (حرکت زاویه دار) سامانه زمین-ماه همخوانی دارد، همچنین شیبه سازی‌های قدیمی نشان دادند که بیشتر جرم ماه از جرم برخوردکننده گرفته شده‌است و نه از زمین نخستین؛ اما شبیه‌سازی‌های تازه‌تر بیان می‌دارد که بخش زیادی از جرم ماه از زمین نخستین گرفته شده‌است. دیگر جرم‌های داخل منظومه خورشیدی مانند وستا و مریخ بر اساس شهاب سنگ‌هایی که از آنها به دست آمده ترکیب‌های ایزوتوپی بسیار متفاوتی از اکسیژن و تنگستن نسبت به آنچه در زمین است دارند اما ماه و زمین ترکیب‌های ایزوتوپی تقریباً یکسانی دارند. نزدیکی ایزوتوپ‌های ماه و زمین می‌تواند ناشی از آمیخته شدن بخارهایی باشد که پس از برخورد ایجاد شده‌است البته بر سر این مطلب هنوز اختلاف نظر وجود دارد.
برخورد بزرگ انرژی زیادی آزاد کرد و مواد آزاد شده دوباره در اثر نیروی گرانش به سامانهٔ ماه-زمین تبدیل شد. این احتمالاً باعث مذاب شدن لایهٔ بیرونی زمین و تشکیل اقیانوسی از مواد مذاب شده‌است؛ به طریق مشابه ماه تازه تشکیل شده هم تأثیر پذیرفته و اقیانوسی از مواد مذاب در سطحش تشکیل شده‌است که عمق آن از ۵۰۰ کیلومتر تا ۱۷۳۷ کیلومتر برآورد می‌شود. همچنین پوستهٔ چهرهٔ دورتر ماه ۵۰ کیلومتر از چهرهٔ نزدیک تر ماه ضخیم‌تر است، پژوهشگران هنوز در این باره تحقیق می‌کنند.
در حالی که فرضیهٔ برخورد بزرگ بسیاری از شواهد را توضیح می‌دهد اما همچنان سوالات بسیاری بی‌پاسخ مانده‌است که مهم‌ترین آنها دربارهٔ ترکیبات ماه است.
در سال ۲۰۰۱ گروهی از دانشگاه کارنگی واشینگتن گزارشی بسیار دقیق از ایزوتوپ‌های سنگ‌های ماه ارایه کردند.
با کمال تعجب آنها دریافتند که سنگ‌های بدست آمده از برنامه فضایی آپولو همان نشانه‌های ایزوتوپی را داشتند که سنگ‌های زمین داشت اما با تقریباً با تمام جرم‌های دیگر سامانهٔ خورشیدی متفاوت است. این مشاهده به این دلیل غیرقابل انتظار بود که تصور می‌شود بیشتر مادهٔ سازندهٔ ماه از تیا گرفته شده‌است در سال ۲۰۰۷ نیز اعلام شد که کمتر از ۱ درصد احتمال این وجود دارد که تیا و زمین نشانه‌های ایزوتوپی یکسان داشته باشند. در سال ۲۰۱۲ اعلام شد که دیگر نمونه‌های گرفته شده از ماه توسط آپولو ایزوتوپ‌های تیتانیم یکسان با زمین دارند.

## رصد و اکتشاف

### با فضاپیما

#### قرن بیست‌ویکم

##### مأموریت‌های تجاری پیش‌بینی‌شده
در سال ۲۰۰۷ بنیاد جایزهٔ ایکس با همراهی گوگل جایزه لونار ایکس گوگل را جهت تشویق و ترغیب فعالیت‌های تجاری به سمت ماه راه‌اندازی کردند. برای نخستین اقدام خصوصی که تا پایان مارس ۲۰۱۸ برای رسیدن به ماه با یک فرودگر رباتیک صورت می‌گرفت، جایزه‌ای به مبلغ ۲۰ میلیون دلار، و برای دستیابی به شاخص‌های فراتر از آن نیز یک جایزهٔ ۱۰ میلیون دلاری در نظر گرفته شده‌بود. بر پایه گزارش‌ها، تا ماه اوت ۲۰۱۶ تعداد ۱۶ تیم در این رقابت شرکت می‌کرده‌اند. در ژانویه ۲۰۱۸ این بنیاد اعلام کرد که با توجه به این که هیچ‌یک از تیم‌های فینالیست قادر نخواهند بود که تا پیش از موعد مقرر اقدام به پرتاب فضاپیما کنند، این جایزه غیر قابل دریافت خواهد بود.
در اوت ۲۰۱۶ دولت ایالات متحده آمریکا اجازهٔ فرود بر روی ماه را برای یک شرکت نوپای مستقر در این کشور با نام «مون اکسپرس» صادر کرد. این اولین باری بود که حق انجام چنین کاری به یک سرمایه‌گذاری خصوصی اعطا می‌شد. این تصمیم به‌عنوان سابقه‌ای در نظر گرفته می‌شود که به تعریف استانداردهای نظارتی برای فعالیت‌های تجاری در اعماق فضا در آینده کمک کرد. از آن زمان تاکنون عملیات شرکت‌ها به روی زمین یا اطراف آن محدود شده‌است.
در ۲۹ نوامبر ۲۰۱۸ ناسا اعلام کرد که نه شرکت بازرگانی در قالب آنچه که با عنوان خدمات محموله‌های قمری تجاری شناخته می‌شود، برای رسیدن به قراردادی با یکدیگر رقابت خواهند کرد که طبق آن قرارداد قادر خواهند بود تا محموله‌های کوچکی را به ماه ارسال کنند. جیم برایدنستاین، مدیر ناسا گفته‌است: «ما در حال بنا کردن یک قابلیت آمریکایی بومی هستیم تا به سطح ماه رفت و آمد کنیم.»

#### تأثیر انسانی
علاوه بر ردپاهای برجای مانده از فعالیت‌های انسانی بر روی ماه، تأسیسات دائمی از پیش معین‌شده‌ای نظیر اثر هنری موزهٔ ماه، پیام‌های حسن نیت آپولو ۱۱، پلاک قمری، یادبود فضانورد افتاده، و مصنوعات دیگری نیز وجود داشته‌اند.

## ستاره‌شناسی از روی ماه

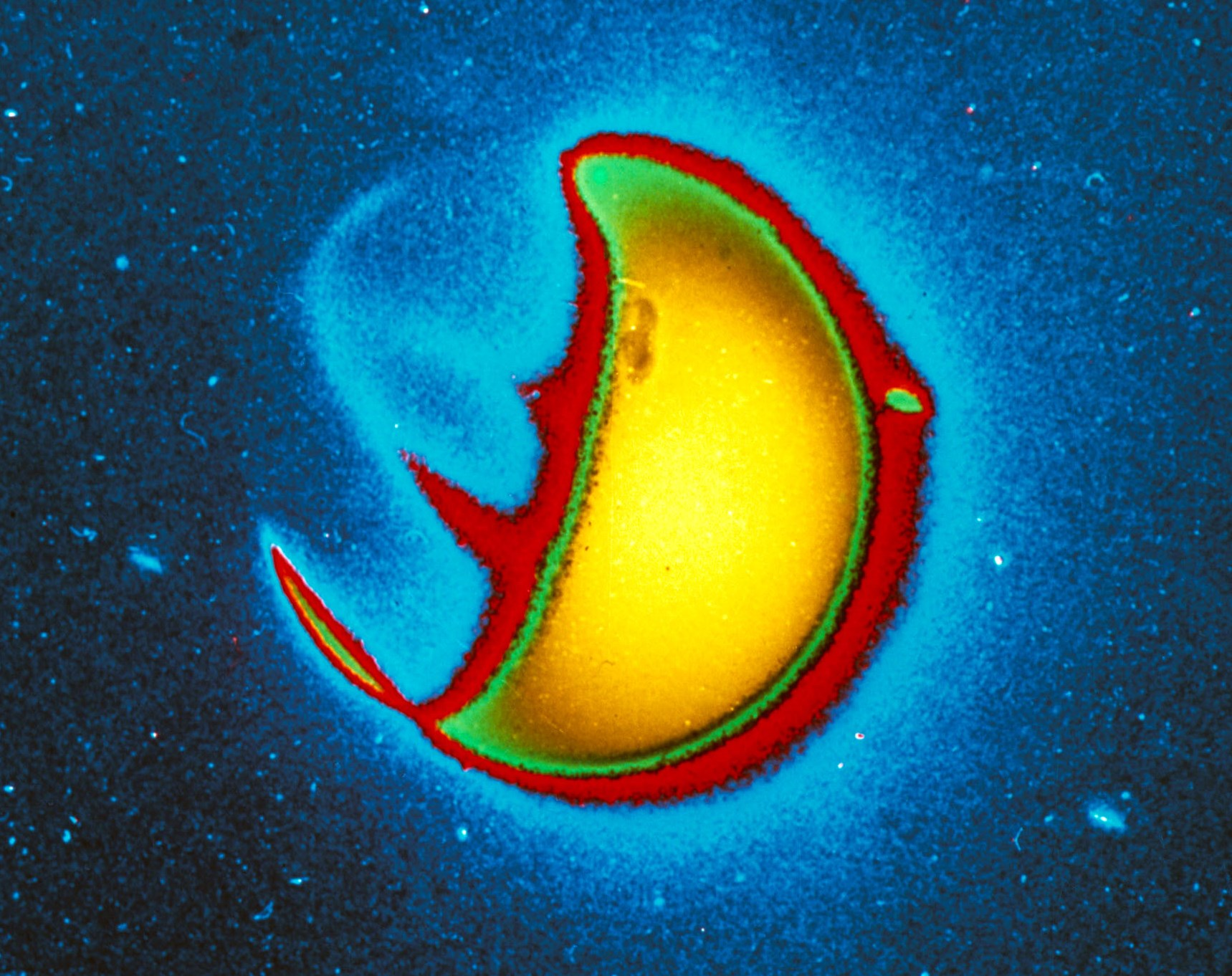
یک تصویر رنگ-دروغین از زمین در پرتوی فرابنفش که در طول مأموریت آپولو ۱۶ از سطح ماه به ثبت رسیده‌است. سمت روز سیاره مقدار زیادی از نور ماورای بنفش خورشید را بازتاب می‌دهد، اما سمت شب آن نوارهای ضعیفی از انتشار پرتوهای ماورای بنفش از شفق‌های قطبی را نشان می‌دهد که بواسطهٔ ذرات باردار شده پدید آمده‌اند.

ماه محلی مناسب برای استقرار تلسکوپ‌ها است چون فاصلهٔ آن بازمین کم است، نگرانی برای قوهٔ دید نجومی در آن وجود ندارد، دهانه‌های نزدیک قطب‌های ماه به‌طور دائمی تاریک و سرد بوده و برای تلسکوپ‌های فروسرخ سودمند و کاربردی هستند. رادیو تلسکوپ‌های مستقر در سوی دیگر ماه نیز در برابر تداخل با امواج رادیویی زمین محافظت می‌شوند. اگرچه خاک ماه برای بخشهای متحرک تلسکوپ‌ها مشکلاتی را ایجاد می‌کند، اما ترکیب نانولوله‌های کربنی و اپوکسی می‌تواند در ساخت آینه‌هایی با قطر تا ۵۰ متر به‌کار گرفته‌شود. تلسکوپ سمت‌الرأس قمری با استفاده از مایع یونی با کمترین هزینه ساخته می‌شود.
در آوریل ۱۹۷۲ در مأموریت آپولو ۱۶ با استفاده از طیف‌سنج/دوربین فرابنفش دور طیف‌ها و تصاویر نجومی متنوعی در طیف فرابنفش به‌ثبت رسید.

## وضعیت حقوقی
با وجود این که سطح‌نشین‌های لونا پرچم‌های شوروی را بر روی ماه پراکنده کرده‌بودند، و پرچم‌های ایالات متحده توسط فضانوردان آپولو به‌طور نمادین در منطقهٔ فرودشان کاشته شده‌بودند، اما هیچ کشوری ادعای مالکیت بر هیچ‌یک از بخش‌های سطح ماه را ندارد. روسیه، چین و ایالات متحدهٔ آمریکا هرسه عضو پیمان فضای بیرونی سال ۱۹۶۷ هستند، که بر پایهٔ آن، ماه و تمام فضای بیرونی به‌عنوان قلمروی همهٔ بشریت شناخته شده‌اند. این پیمان استفاده از ماه را به استفاده با اهداف صلح‌آمیز محدود کرده و استقرار تأسیسات نظامی و جنگ‌افزارهای کشتارجمعی را صراحتاً منع کرده‌است.
در سال ۱۹۷۹ پیمان ماه ایجاد شد تا بهره‌برداری از منابع ماه توسط هر یک از کشورها را محدود کند، اما این پیمان تا ماه نوامبر ۲۰۱۶ تنها توسط ۱۸ کشور به امضا رسیده و تصویب شده‌بود که هیچ‌یک از آن‌ها مشغول برنامهٔ اکتشاف فضایی انسانی که راه‌اندازی آن به‌عهدهٔ خودش بوده‌باشد نبوده یا برنامه‌ای برای اجرای آن نداشته‌است. گرچه چندین شخص حقیقی ادعای مالکیت بر بخش‌ها یا کلیت ماه را داشته‌اند، اما هیچ‌یک از این‌ها معتبر و موثق در نظر گرفته نشده‌اند.

## در فرهنگ

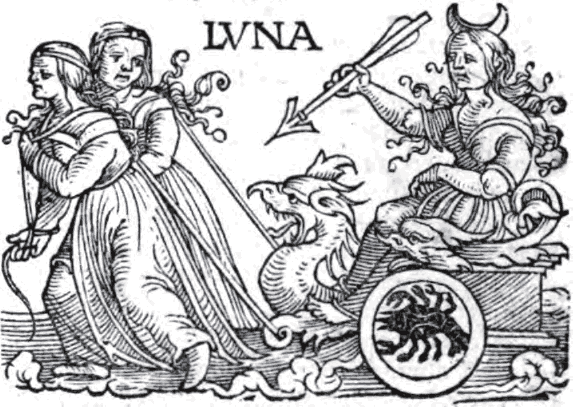
لونا، ماه (Luna, the Moon) برگرفته از نسخهٔ سال ۱۵۵۰ کتاب ستاره‌شناسی اثر گویدو بوناتی

### اسطوره‌شناسی
تضاد نور میان ارتفاعات درخشان‌تر و دریاوارهای تاریک باعث خلق الگوهایی می‌شوند که از نظر فرهنگ‌های مختلف به‌شکل‌هایی نظیر انسانی در ماه، خرگوش، بوفالو و اشکال دیگری دیده شده‌اند. ماه در بسیاری از تمدن‌های باستانی و ماقبل تاریخی دارای شخصیت یک خدای قمری و دیگر پدیده‌های فراطبیعی بوده‌است، و ترویج مناظر طالع‌بینی ماه امروزه نیز ادامه دارد.
در دین نیاهندواروپایی شخصیت خدای مذکری به‌نام مت‌نات به ماه نسبت داده شده‌است. سومری‌های باستان معتقد بودند که ماه همان خدای نانا، پدر اینانا، ایزدبانوی سیارهٔ زهره، و اوتو، خدای خورشید بوده‌است. نانا بعداً با نام سین شناخته‌شد و منحصراً به افسون و جادوگری ربط پیدا کرد. در اسطوره‌شناسی یونانی-رومی خورشید و ماه به‌ترتیب به‌عنوان مرد و زن نمود یافته‌اند (هلیوس/سل و سلنه/لونا). این سیر تکاملی منحصر به شرق دریای مدیترانه است، و در سنت یونان آثار یک خدای قمری مذکر در پیکرهٔ منلائوس حفظ شده‌است.
در شمایل‌نگاری بین‌النهرینی هلال نماد اصلی نانا-سین بود. در هنر یونان باستان، سلنه، ایزدبانوی ماه، با یک هلال در پوشش سر خود تصویر شده‌است؛ آرایش این هلال به گونه‌ای است که یادآور شاخ است. چیدمان ماه و ستاره نیز به عصر برنز بازمی‌گردد، جایی که این نماد نمایانگر ترکیب خورشد و ماه، یا ماه و سیارهٔ زهره بوده‌است. این نماد به‌عنوان نشان آرتمیس و هکاته استفاده‌شد، و سپس بواسطهٔ حمایت هکاته، به‌عنوان نماد بیزانتیوم مورد استفاده قرار گرفت.
در اواخر قرون وسطی، سنت نمادینی برای نمایش دادن خورشید و ماه با صورت شکل گرفت.
شق‌القمر (به عربی: انشقاق‌القمر) معجزه‌ای است که به محمد نسبت داده شده‌است.

### یادکردها
1. ↑  Barboni, M.; Boehnke, P.; Keller, C.B.; Kohl, I.E.; Schoene, B.; Young, E.D.; McKeegan, K.D. (2017). "Early formation of the Moon 4.51 billion years ago". Science Advances. 3 (1): e1602365. Bibcode:2017SciA....3E2365B. doi:10.1126/sciadv.1602365. PMC 5226643. PMID 28097222.
2. ↑  Binder, A. B. (1974). "On the Origin of the Moon by Rotational Fission". Moon (به انگلیسی). 11: 53. doi:10.1007/BF01877794.[پیوند مرده]
3. 1 2 3
4. ↑  Mitler, H. E. (1975). "Formation of an Iron-Poor Moon by Partial Capture, or: Yet Another Exotic Theory of Lunar Origin". Icarus (به انگلیسی). 24: 256. doi:10.1016/0019-1035(75)90102-5.[پیوند مرده]
5. ↑  Stevenson, D.J. (1987). "Origin of the moon–The collision hypothesis". Annual Review of Earth and Planetary Sciences. 15 (1): 271–315. Bibcode:1987AREPS..15..271S. doi:10.1146/annurev.ea.15.050187.001415.
6. ↑  G. Jeffrey Taylor (1998-12-31). "PSR Discoveries:Hot Idea: Origin of the Earth and Moon". www.psrd.hawaii.edu (به انگلیسی). Retrieved 2019-10-17.
7. ↑  "Asteroids Bear Scars of Moon's Violent Formation". 16 April 2015. Archived from the original on 8 October 2016.
8. ↑  Dana Mackenzie (21 ژوئیه 2003). The Big Splat, or How Our Moon Came to Be. John Wiley & Sons. pp. 166–168. ISBN 978-0-471-48073-0. Archived from the original on 1 January 2016.
9. ↑  Canup, R.; Asphaug, E. (2001). "Origin of the Moon in a giant impact near the end of Earth's formation". Nature. 412 (6848): 708–712. Bibcode:2001Natur.412..708C. doi:10.1038/35089010. PMID 11507633.
10. ↑  "Earth-Asteroid Collision Formed Moon Later Than Thought". National Geographic. 28 October 2010. Archived from the original on 18 April 2009. Retrieved 7 May 2012.
11. ↑  Kleine, Thorsten (2008). "2008 Pellas-Ryder Award for Mathieu Touboul" (PDF). Meteoritics and Planetary Science. 43 (S7): A11. Bibcode:2008M&PS...43...11K. doi:10.1111/j.1945-5100.2008.tb00709.x. Archived from the original (PDF) on 27 July 2018. Retrieved 27 October 2019.
12. ↑  Touboul, M.; Kleine, T.; Bourdon, B.; Palme, H.; Wieler, R. (2007). "Late formation and prolonged differentiation of the Moon inferred from W isotopes in lunar metals". Nature. 450 (7173): 1206–1209. Bibcode:2007Natur.450.1206T. doi:10.1038/nature06428. PMID 18097403.
13. ↑  "Flying Oceans of Magma Help Demystify the Moon's Creation". National Geographic. 8 April 2015. Archived from the original on 9 April 2015.
14. ↑  Nield, Ted (2009). "Moonwalk (summary of meeting at Meteoritical Society's 72nd Annual Meeting, Nancy, France)". Geoscientist. Vol. 19. p. 8. Archived from the original on 27 September 2012.
15. 1 2
16. ↑  Tonks, W. Brian; Melosh, H. Jay (1993). "Magma ocean formation due to giant impacts". Journal of Geophysical Research. 98 (E3): 5319–5333. Bibcode:1993JGR....98.5319T. doi:10.1029/92JE02726.
17. ↑  «Inside the Moon | About the Moon». Moon: NASA Science. دریافت‌شده در ۲۰۱۹-۱۰-۱۷.
18. ↑  Daniel Clery (11 October 2013). "Impact Theory Gets Whacked". Science. 342 (6155): 183–185. Bibcode:2013Sci...342..183C. doi:10.1126/science.342.6155.183. PMID 24115419.
19. ↑  Wiechert, U.;  et al. (October 2001). "Oxygen Isotopes and the Moon-Forming Giant Impact". Science. 294 (12): 345–348. Bibcode:2001Sci...294..345W. doi:10.1126/science.1063037. PMID 11598294. Archived from the original on 20 April 2009. Retrieved 5 July 2009.
20. ↑  Pahlevan, Kaveh; Stevenson, David (October 2007). "Equilibration in the Aftermath of the Lunar-forming Giant Impact". Earth and Planetary Science Letters. 262 (3–4): 438–449. arXiv:1012.5323. Bibcode:2007E&PSL.262..438P. doi:10.1016/j.epsl.2007.07.055.
21. ↑  Chang, Kenneth (24 January 2017). "For 5 Contest Finalists, a $20 Million Dash to the Moon". The New York Times. ISSN 0362-4331. Archived from the original on 15 July 2017. Retrieved 2 November 2019.
22. ↑  Mike Wall (16 August 2017), "Deadline for Google Lunar X Prize Moon Race Extended Through March 2018", space.com, retrieved 2 November 2019
23. ↑  McCarthy, Ciara (3 August 2016). "US startup Moon Express approved to make 2017 lunar mission". The Guardian. ISSN 0261-3077. Archived from the original on 30 July 2017. Retrieved 2 November 2019.
24. ↑  "An Important Update From Google Lunar XPRIZE". Google Lunar XPRIZE. 23 January 2018. Archived from the original on January 24, 2018. Retrieved 2 November 2019.
25. 1 2  "Moon Express Approved for Private Lunar Landing in 2017, a Space First". Space.com. Archived from the original on 12 July 2017. Retrieved 2 November 2019.
26. ↑  Chang, Kenneth; no (29 November 2018). "NASA's Return to the Moon to Start With Private Companies' Spacecraft". The New York Times (به انگلیسی). The New York Times. Archived from the original on 1 December 2018. Retrieved 2 November 2019.
27. ↑  "NASA - Ultraviolet Waves". Science.hq.nasa.gov. 27 September 2013. Archived from the original on 17 October 2013. Retrieved 7 October 2019.
28. ↑  Takahashi, Yuki (September 1999). "Mission Design for Setting up an Optical Telescope on the Moon". California Institute of Technology. Archived from the original on 6 November 2015. Retrieved 7 October 2019.
29. ↑  Chandler, David (15 February 2008). "MIT to lead development of new telescopes on moon". MIT News. Archived from the original on 4 March 2009. Retrieved 7 October 2019.
30. ↑  Naeye, Robert (6 April 2008). "NASA Scientists Pioneer Method for Making Giant Lunar Telescopes". Goddard Space Flight Center. Archived from the original on 22 December 2010. Retrieved 8 October 2019.
31. ↑  Bell, Trudy (9 October 2008). "Liquid Mirror Telescopes on the Moon". Science News. NASA. Archived from the original on 23 March 2011. Retrieved 8 October 2019.
32. ↑  "Far Ultraviolet Camera/Spectrograph". Lpi.usra.edu. Archived from the original on 3 December 2013. Retrieved 8 October 2019.
33. 1 2  "Can any State claim a part of outer space as its own?". United Nations Office for Outer Space Affairs. Archived from the original on 21 April 2010. Retrieved 8 October 2019.
34. ↑  "How many States have signed and ratified the five international treaties governing outer space?". United Nations Office for Outer Space Affairs. 1 January 2006. Archived from the original on 21 April 2010. Retrieved 8 October 2019.
35. ↑  "Do the five international treaties regulate military activities in outer space?". United Nations Office for Outer Space Affairs. Archived from the original on 21 April 2010. Retrieved 8 October 2019.
36. ↑  "Agreement Governing the Activities of States on the Moon and Other Celestial Bodies". United Nations Office for Outer Space Affairs. Archived from the original on 9 August 2010. Retrieved 8 October 2019.
37. ↑  "The treaties control space-related activities of States. What about non-governmental entities active in outer space, like companies and even individuals?". United Nations Office for Outer Space Affairs. Archived from the original on 21 April 2010. Retrieved 8 October 2019.
38. ↑  "Statement by the Board of Directors of the IISL On Claims to Property Rights Regarding The Moon and Other Celestial Bodies (2004)" (PDF). International Institute of Space Law. 2004. Archived from the original (PDF) on 22 December 2009. Retrieved 8 October 2019.
39. ↑  "Further Statement by the Board of Directors of the IISL On Claims to Lunar Property Rights (2009)" (PDF). International Institute of Space Law. 22 March 2009. Archived from the original (PDF) on 22 December 2009. Retrieved 8 October 2019.
40. 1 2 3 4  Dexter, Miriam Robbins (1984). "Proto-Indo-European Sun Maidens and Gods of the Moon". Mankind Quarterly. 25 (1 & 2): 137–144.
41. 1 2 3  Nemet-Nejat, Karen Rhea (1998), Daily Life in Ancient Mesopotamia, Daily Life, Greenwood, p. 203, ISBN 978-0-313-29497-6
42. 1 2 3  Black, Jeremy; Green, Anthony (1992). Gods, Demons and Symbols of Ancient Mesopotamia: An Illustrated Dictionary. The British Museum Press. p. 135. ISBN 978-0-7141-1705-8.
43. ↑  Zschietzschmann, W. (2006). Hellas and Rome: The Classical World in Pictures. Whitefish, Montana: Kessinger Publishing. p. 23. ISBN 978-1-4286-5544-7.
44. ↑  Cohen, Beth (2006). "Outline as a Special Technique in Black- and Red-figure Vase-painting". The Colors of Clay: Special Techniques in Athenian Vases. Los Angeles: Getty Publications. pp. 178–179. ISBN 978-0-89236-942-3.
45. ↑  "Muhammad." Encyclopædia Britannica. 2007. Encyclopædia Britannica Online, p.13